# STOS BASIC
Lo STOS BASIC è un linguaggio di programmazione basato sul BASIC sviluppato per i computer Atari ST da François Lionet e Constantin Sotiropoulos e pubblicato dalla Mandarin Software (poi Europress Software) nel 1988.
Lo STOS BASIC fu creato con l'intento di facilitare la realizzazione di videogiochi per computer ma la presenza di potenti comandi per la gestione di grafica e suono ad alto livello offrì una piattaforma di sviluppo ideale per la realizzazione di programmi multimediali completi e funzionali senza la necessità di conoscere l'hardware dell'Atari ST.

## Versioni
La prima versione dello STOS a diffusione internazionale fu la 2.3, pubblicata per la prima volta in Gran Bretagna nel 1988, anche se una precedente versione dovrebbe essere stata pubblicata in Francia qualche tempo prima.
La versione 2.3 fu pubblicata con tre giochi (Orbit, Zoltar e Bullet Train), scritti ovviamente in STOS, e molti accessori ed utility a corredo (come ad esempio editor di sprite e di musica). Lo STOS BASIC era interpretato: per ovviare alla lentezza di esecuzione dei programmi, uscì la versione 2.4, che integra un compilatore. La versione 2.4 correggeva anche alcuni bug e presentava il codice di gestione della matematica dei numeri in virgola mobile più efficiente, anche se il campo di tali numeri era più limitato rispetto alla versione 2.3.
Successivamente uscì la versione 2.5, compatibile con gli Atari STE, che presentavano il nuovo sistema operativo TOS 1.06 (poi 1.6); a breve seguì lo STOS 2.6, aggiornamento reso necessario dall'arrivo del nuovo TOS 1.62.
La versione 2.7 era un aggiornamento del solo compilatore, così da renderlo capace di compilare le estensioni del linguaggio atte a riprodurre i file musicali in formato MOD.
Ci fu anche una versione modificata da una società esterna alla Mandarin Software, numerata 2.07: questa versione poteva girare su più versioni del TOS ma anche sugli Atari Falcon.

## Estensioni
Era possibile ampliare le funzionalità dello STOS mediante l'aggiunta di estensioni, che offrivano al linguaggio ulteriori comandi incrementandone le funzionalità. La prima estensioni fu STOS Maestro, che aggiungeva la capacità di riprodurre suoni campionati. Questa estensione fu offerta anche con una cartuccia campionatrice nella versione STOS Maestro plus.
Altre estensioni molto comuni furono: TOME, STOS 3D, STE extension, Misty, The Missing Link, Control extension, Extra Tracker e Ninja Tracker.

## STOS su altre piattaforme
Nel 1990 uscì la versione per Commodore Amiga denominata AMOS BASIC. Rispetto allo STOS, presentava notevoli migliorie, frutto dei due anni aggiuntivi di sviluppo di cui aveva potuto beneficiare: l'AMOS aveva quindi più comandi, non aveva la numerazione delle linee e presentava alcuni costrutti di programmazione strutturata.

## Codice sorgente
I sorgenti del linguaggio sono oggi scaricabili (con licenza BSD) dal sito di Clickteam, una società informatica fondata da François Lionet.